# Tour du Rwanda

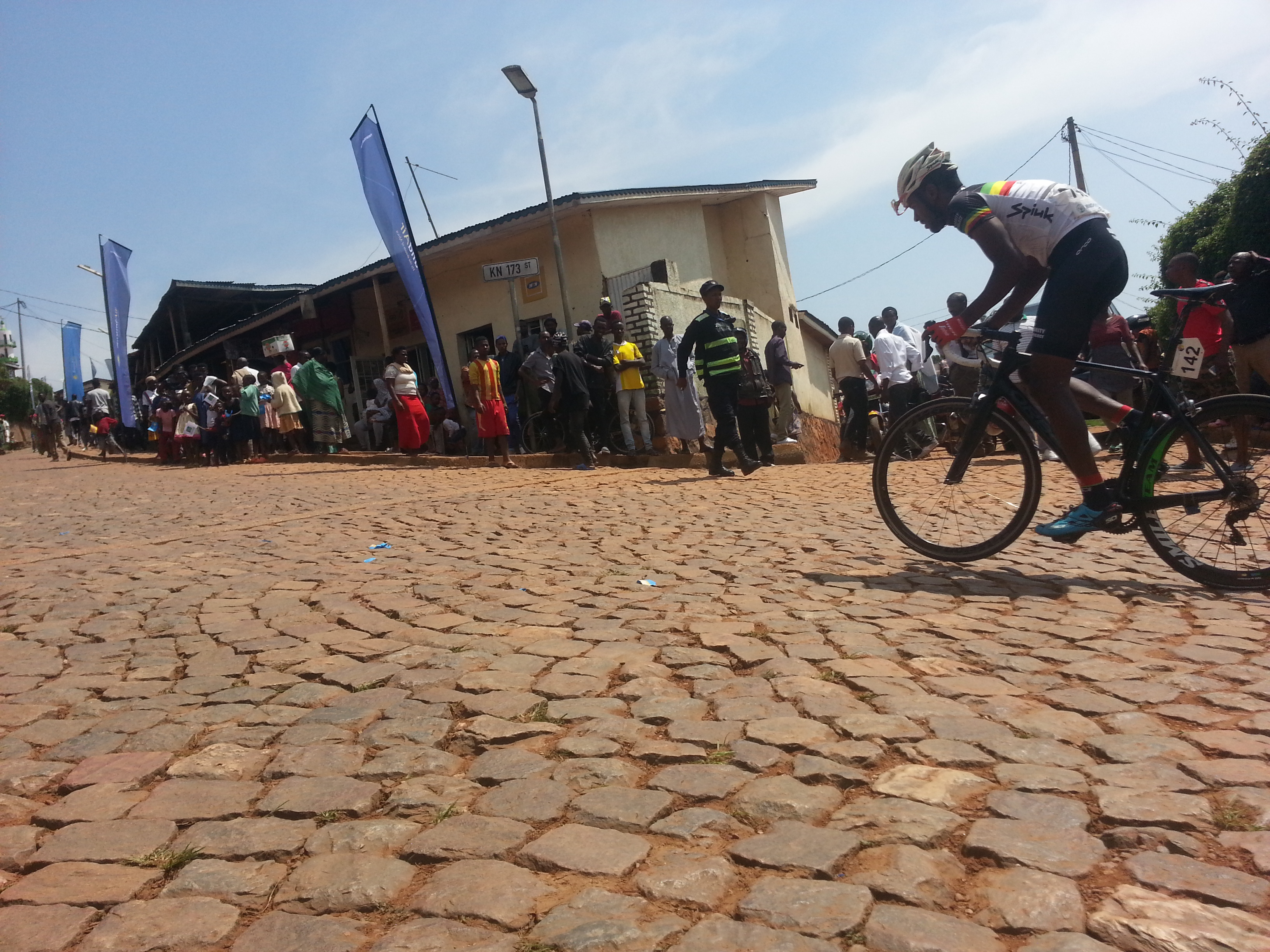
Tour du Rwanda 2020

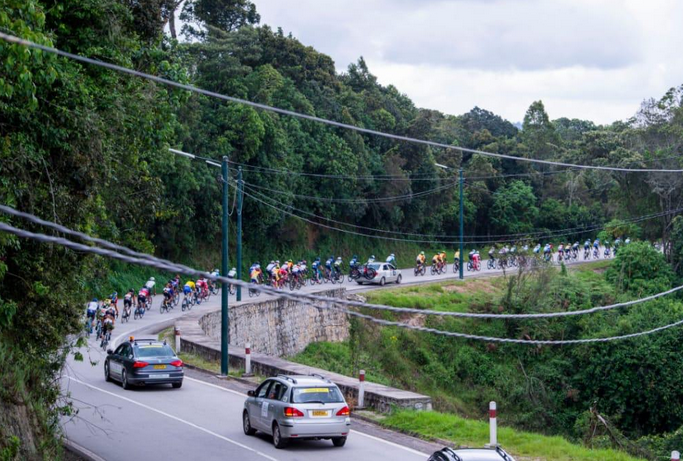
Tour du Rwanda 2020

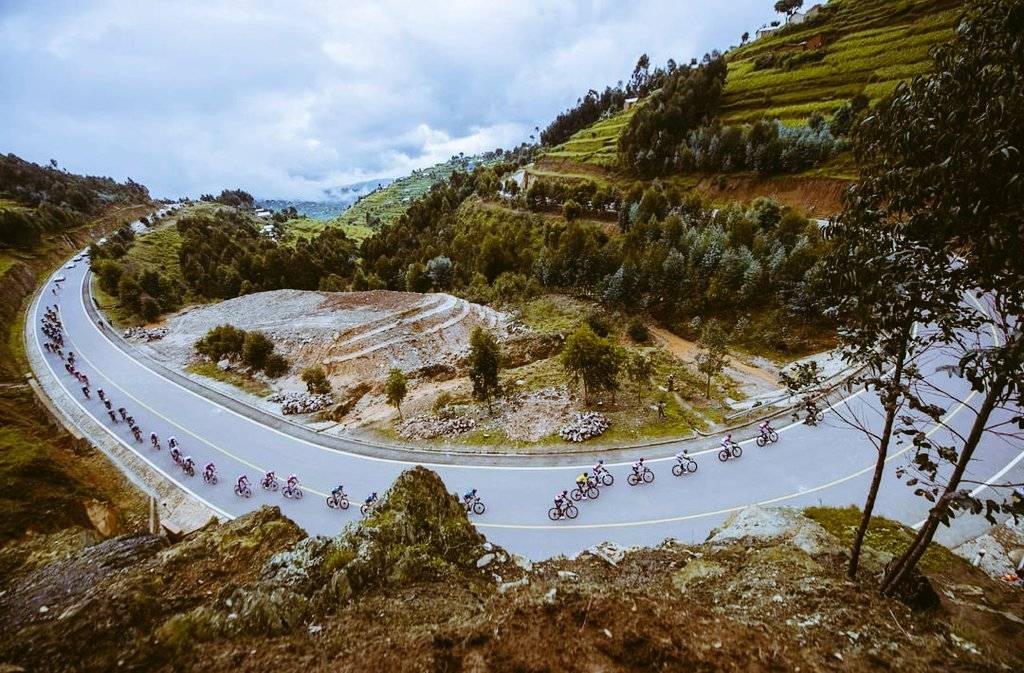
Tour du Rwanda 2021

Le Tour du Rwanda est une épreuve cycliste créée en 1988. Elle fait partie de l'UCI Africa Tour depuis 2009. Elle se déroule sous la forme d'une course à étapes.
La première édition intégrant l'UCI Africa Tour en 2009 est dominée par l'équipe du Maroc et son leader Adil Jelloul. Elle est disputée en catégorie 2.2 de 2009 à 2018, puis 2.1 depuis l'édition 2019.
Pour 2024, le Tour du Rwanda monte encore en puissance avec 20 équipes au départ dont les Pro Team Israel-Premier Tech, TotalEnergies, Polti-Kometa et Bingoal-WB.

## Palmarès
| Année | Vainqueur               | Deuxième              | Troisième                   |
| ----- | ----------------------- | --------------------- | --------------------------- |
| 1988  | Celestin N'Dengeyingoma |                       |                             |
| 1989  | Omar Masumbuko          |                       | Pierre Bukuru               |
| 1990  | Faustin M'Parabanyi     |                       |                             |
| 2001  | Bernard N'Sengiyumva    |                       |                             |
| 2002  | Abraham Ruhumuriza      |                       |                             |
| 2003  | Abraham Ruhumuriza      |                       |                             |
| 2004  | Abraham Ruhumuriza      |                       |                             |
| 2005  | Abraham Ruhumuriza      |                       |                             |
| 2006  | Peter Kamau             | Kiman Davidson        |                             |
| 2007  | Abraham Ruhumuriza      | Nyandwi Uwase         | Nathan Byukusenge           |
| 2008  | Adrien Niyonshuti       | Nathan Byukusenge     | Godfrey Gahemba             |
| 2009  | Adil Jelloul            | Abdelati Saadoune     | Adrien Niyonshuti           |
| 2010  | Daniel Teklehaimanot    | Natnael Berhane       | Reinardt Janse van Rensburg |
| 2011  | Kiel Reijnen            | Joey Rosskopf         | Dylan Girdlestone           |
| 2012  | Darren Lill             | Dylan Girdlestone     | John Njoroge                |
| 2013  | Dylan Girdlestone       | Louis Meintjes        | Metkel Eyob                 |
| 2014  | Valens Ndayisenga       | Jean Bosco Nsengimana | Aron Debretsion             |
| 2015  | Jean Bosco Nsengimana   | Joseph Areruya        | Camera Hakuzimana           |
| 2016  | Valens Ndayisenga       | Metkel Eyob           | Tesfom Okubamariam          |
| 2017  | Joseph Areruya          | Metkel Eyob           | Suleiman Kangangi           |
| 2018  | Samuel Mugisha          | Jean Claude Uwizeye   | Mulu Hailemichael           |
| 2019  | Merhawi Kudus           | Rein Taaramäe         | Matteo Badilatti            |
| 2020  | Natnael Tesfatsion      | Moïse Mugisha         | Patrick Schelling           |
| 2021  | Cristian Rodríguez      | James Piccoli         | Alex Hoehn                  |
| 2022  | Natnael Tesfatsion      | Anatoliy Budyak       | Jesse Ewart                 |
| 2023  | Henok Mulubrhan         | Walter Calzoni        | William Junior Lecerf       |
| 2024  | Joseph Blackmore        | Ilkhan Dostiyev       | Jhonatan Restrepo           |
| 2025  | Fabien Doubey           | Henok Mulubrhan       | Oliver Mattheis             |

## Victoires par pays
| Victoires | Pays                                                       |
| --------- | ---------------------------------------------------------- |
| 15        | Rwanda                                                     |
| 5         | Érythrée                                                   |
| 2         | Afrique du Sud                                             |
| 1         | États-Unis, Kenya, Maroc, Espagne, Grande-Bretagne, France |